# Macromitrium noguchianum
Macromitrium noguchianum är en bladmossart som beskrevs av Schultze-motel 1962. Macromitrium noguchianum ingår i släktet Macromitrium och familjen Orthotrichaceae. Inga underarter finns listade i Catalogue of Life.